# ディース
『ディース』（Dís）は、2004年のアイスランドのコメディ映画。

## 背景
映画『ディース』は2004年9月3日、アイスランドで封切られた。アイスランドの女流映画監督 シリャー・ホウィクスドウッティル（Silja Hauksdóttir）の初監督作品で、アイスランド史上最初の女性向け映画でもある。原作はこの映画の監督、シリャー・ホウィクスドウッティルがビルナ・アンナ・ビョールンスドウッティル (Birna Anna Björnsdóttir) 、オッドニー・ストゥールドウティル (Oddný Sturludóttir) の二人と一緒に書いた同名の小説「ディース」である。ディースとは主人公の名前で、女神の名でもある。映画の中で主人公ディースはアイスランド大学の不良な大学生で、アイスランドで有名なホテルのボルグホテルでバイトをすることになる。映画の背景は2000年夏のレイキャヴィークで、小説と同じである。

## キャスティング
主人公のディース役はアイスランドの女優アールフルン・オェルノールースドウティル(Álfrún Örnólfsdóttir)が演じた。ディースの親友であるブライルの役は女優リムル・クリスチャンスドウティル(Ilmur Kristjánsdóttir)が演じた。

## その他
- 世界最初の女性大統領であるヴィグディス・フィンボガドッティルがカメオ出演している。
- アイルランドではDVDが発売されているが日本では発売されていない。
- 音楽はアイスランドのミュージシャンであるヨーハン・ヨーハンソン(Jóhann Jóhannsson)で、サウンドトラックは日本でも入手可。